# Strobilanthes membranacea
Strobilanthes membranacea är en akantusväxtart som beskrevs av Talbot. Strobilanthes membranacea ingår i släktet Strobilanthes och familjen akantusväxter. Inga underarter finns listade i Catalogue of Life.